# Wise (Familienname)
Wise ist ein englischsprachiger Familienname.

## Namensträger
- Alfie Wise (1943–2025), US-amerikanischer Schauspieler
- Alston Wise (1904–1984), kanadischer Eishockeyspieler
- Anna Wise (* 1991), US-amerikanische Sängerin
- Arnold Wise (1935–2025), US-amerikanischer Jazzmusiker
- Audrey Wise (1935–2000), britische Politikerin
- Bob Wise (* 1948), US-amerikanischer Politiker
- Brownie Wise (1913–1992), US-amerikanische Geschäftsfrau
- Buddy Wise (1928–1955), US-amerikanischer Jazzmusiker
- Chris Wise (* 1956), britischer Bauingenieur
- Cody Wise (* 1995), US-amerikanischer Rapper
- Daniel Wise (* 1971), US-amerikanischer Mathematiker
- David Wise (Journalist) (* 1930), US-amerikanischer Journalist
- David Wise (Drehbuchautor) (* um 1955), US-amerikanischer Drehbuchautor
- David Wise (Komponist) (* 1967), britischer Komponist
- David Wise (Freestyle-Skier) (* 1990), US-amerikanischer Freestyle-Skier
- Dennis Wise (* 1966), englischer Fußballspieler und -trainer
- DeWanda Wise (* 1984), US-amerikanische Schauspielerin
- Don Wise (1942–2024), US-amerikanischer Saxophonist und Klarinettist
- Dorothy Stanton Wise (1879–1918), britische Bildhauerin
- Evans Wise (* 1973), Fußballspieler aus Trinidad und Tobago
- Francis Wise (1695–1767), englischer Archivar und Altertumsforscher
- Gaia Wise (* 1999), britische Schauspielerin
- George D. Wise (1831–1898), US-amerikanischer Politiker
- Greg Wise (* 1966), britischer Schauspieler
- Henry A. Wise (1806–1876), US-amerikanischer Politiker und General
- Herbert Wise (Regisseur, 1924) (geb. Herbert Weisz; 1924–2015), österreichisch-britischer Fernsehregisseur
- Herbert Wise, Pseudonym von Luciano Ricci (1928–1973), italienischer Filmregisseur und Drehbuchautor
- Isaac Mayer Wise (eigentlich Isaac Mayer Weis; 1819–1900), US-amerikanischer Rabbiner
- James W. Wise (1868–1925), US-amerikanischer Politiker
- Joanne Wise (* 1971), britische Leichtathletin
- Jodi Bianca Wise (* 1971), australische Schauspielerin
- John Wise (Pfarrer) (1652–1725), US-amerikanischer Pfarrer und Schriftsteller
- John Wise (Ballonfahrer) (1808–1879), US-amerikanischer Ballonfahrer
- John Wise, 2. Baron Wise (1923–2012), britischer Politiker
- John Wise (Politiker) (1935–2013), kanadischer Politiker
- John Sergeant Wise (1846–1913), US-amerikanischer Politiker
- Josh Wise (* 1986), US-amerikanischer Schauspieler
- Mark Wise (* 1953), kanadisch-US-amerikanischer Physiker
- Matt Wise (* 1975), US-amerikanischer Baseballspieler
- Michael Owen Wise (* 1954), US-amerikanischer Orientalist und Bibelwissenschaftler
- Morgan Ringland Wise (1825–1903), US-amerikanischer Politiker
- M. Norton Wise (* 1940), US-amerikanischer Wissenschaftshistoriker
- Nic Wise (* 1987), US-amerikanischer Basketballspieler
- Percival Wise (1885–1968), britischer Polospieler und Offizier
- Peter Wise († 1338), deutscher Kaufmann
- Ray Wise (* 1947), US-amerikanischer Schauspieler
- Rene Wise (* 1996), britischer DJ und Musikproduzent
- Rhoda Wise (1888–1948), US-amerikanische katholische Mystikerin
- Richard Alsop Wise (1843–1900), US-amerikanischer Politiker
- Rick Wise (* 1945), US-amerikanischer Baseballspieler
- Robert Wise (1914–2005), US-amerikanischer Regisseur
- Stephen Wise (1874–1949), US-amerikanischer Rabbiner und Zionist
- Talib Wise (* 1982), US-amerikanischer American-Football-Spieler und -Trainer
- Thomas Wise (* 1948), britischer Politiker (UKIP), siehe Tom Wise
- Thomas Wise (Filmeditor), US-amerikanischer Filmeditor
- Thomas A. Wise (1865–1928), US-amerikanischer Filmschauspieler und Autor
- Wilmer Wise (1936–2015), US-amerikanischer Trompeter